# Diplazium multicaudatum
Diplazium multicaudatum är en majbräkenväxtart som först beskrevs av Nathaniel Wallich och Charles Baron Clarke och som fick sitt nu gällande namn av R.Wei och X.C.Zhang.
Diplazium multicaudatum ingår i släktet Diplazium och familjen Athyriaceae. Inga underarter finns listade i Catalogue of Life.